# Giovanni d'Aragona (reggente di Trinacria)
Giovanni di Randazzo, ma anche di Sicilia o di Atene (Catania, aprile o maggio 1317 – Milo, 7 aprile 1348), fu Infante d'Aragona, sin da giovane marchese di Randazzo, duca di Atene e Neopatria (Neai Patriai) dal 1338 e reggente del regno di Trinacria dal 1342 al 1348.

## Origini familiari
Nato a Catania, era il settimo (quinto maschio) figlio del re di Sicilia, Federico III d'Aragona (figlio maschio terzogenito del re d'Aragona, di Valencia e conte di Barcellona e altre contee catalane, poi anche re di Sicilia, Pietro III il Grande) e di Costanza di Sicilia, che era figlia del re di Sicilia Manfredi (figlio illegittimo dell'imperatore Federico II di Svevia, quindi pretendente al trono di Sicilia) e di Eleonora d'Angiò, figlia del re di Napoli, Carlo II d'Angiò e di Maria d'Ungheria.

## Biografia
Secondo la Cronaca piniatense, Giovanni era il figlio secondogenito dei tre figli maschi ancora in vita (gli altri due erano Pietro, il primogenito e Guglielmo, il terzo) di Federico III e di Eleonora (el primero... Don Pedro... et el otro Don Johan... el tercero Guillem), attestando altresì che fu duca di Atene (Duch de Atenas).
Ancora in giovane età il padre gli concesse il titolo di marchese di Randazzo.
Nel 1338, alla morte del fratello, Guglielmo, che non aveva lasciato eredi, ereditò il titolo di duca di Atene e Neopatria, e come i suoi predecessori, anche Giovanni non si recò mai nei territori dei due ducati. A partire da quello stesso anno, cominciò ad esercitare la reggenza per conto del fratello, il re di Trinacria, Pietro II.
In quel periodo, prima del 1340, sposò Cesarina (o Cesarea) Lancia (1320/1325-?), figlia del signore di Delia e conte di Caltanissetta, Pietro Lancia.
Nel 1342, alla morte del fratello, Pietro II, assieme alla cognata, Elisabetta di Carinzia, fu nominato tutore del nipote Ludovico, che gli era successo sul trono, e la reggenza fu affidata a Giovanni.
Elevò a sua residenza, e quindi capitale, la città di Randazzo. Per curare la perdurante gotta soggiornò spesso a Milo, dove fonderà il cenobio di Sant'Andrea.
La sua reggenza si caratterizzerà per la diplomazia e la ricerca di un compromesso che ponesse fine ai Vespri siciliani. Con il Papa Clemente VI e la regina Giovanna d'Angiò preparò una bozza di un trattato: gli Angioini avrebbero rinunciato alle pretese sulla Sicilia, il Regno di Trinacria avrebbe riconosciuto di far parte, come stato indipendente, del Regno di Sicilia. L'accordo prevedeva inoltre il soccorso di Napoli in caso di guerra e un tributo annuo di 3000 onze al Papa da parte della Sicilia.
L'accordo, noto come Pace di Catania, venne firmato dai contendenti, ma non ratificato dal Parlamento siciliano. Infatti il 3 aprile 1348 Giovanni, colpito dalla tragica epidemia di Peste Nera, spirò a Milo dove invano aveva cercato scampo dalla pandemia.
Dopo la sua morte, la reggenza passò alla regina madre, Elisabetta di Carinzia, e nuovo tutore di Ludovico fu Blasco II Alagona. La contrastata successione del tutore Blasco II Alagona poco amato dalla fazione latina del Parlamento bloccò il recepimento di questi trattati.
Nei ducati di Atene e Neopatria, a Giovanni, successe il figlio Federico, mentre nel marchesato di Randazzo gli successe il nipote, Federico, futuro re di Trinacria. Giovanni fu sepolto nella Cattedrale di Catania, accanto al padre Federico d'Aragona.

## Discendenza
Giovanni da Cesarina ebbe tre figli:
- Federico (1340-11 luglio 1355), dal 1348, duca d'Atene e di Neopatria, fu tumulato nella cattedrale di Palermo;
- Eleonora (1346-1405) divenne contessa consorte di Caltabellotta, e signora di Sciacca sposando Guglielmo II de Peralta, conte di Caltabellotta, val di Mazara e signore di Sciacca;
- Constanza.

## Ascendenza
|                         |                 |                       | Genitori                           |  |  | Nonni |  |  | Bisnonni            |  |  | Trisnonni           |  |
|                         |                 |                       |                                    |  |  |       |  |  | Giacomo I d'Aragona |  |  | Pietro II d'Aragona |  |
|                         |                 |                       |                                    |  |  |       |  |  | Giacomo I d'Aragona |  |  | Pietro II d'Aragona |  |
|                         |                 | Maria di Montpellier  |                                    |  |  |       |  |  | Giacomo I d'Aragona |  |  |                     |  |
| Pietro III d'Aragona    |                 |                       |                                    |  |  |       |  |  | Giacomo I d'Aragona |  |  |                     |  |
|                         |                 | Iolanda d'Ungheria    | Andrea II d'Ungheria               |  |  |       |  |  |                     |  |  |                     |  |
|                         |                 | Iolanda d'Ungheria    | Andrea II d'Ungheria               |  |  |       |  |  |                     |  |  |                     |  |
|                         |                 | Iolanda d'Ungheria    | Iolanda di Courtenay               |  |  |       |  |  |                     |  |  |                     |  |
| Federico III di Sicilia |                 | Iolanda d'Ungheria    |                                    |  |  |       |  |  |                     |  |  |                     |  |
|                         |                 | Manfredi di Sicilia   | Federico II di Svevia              |  |  |       |  |  |                     |  |  |                     |  |
|                         |                 | Manfredi di Sicilia   | Federico II di Svevia              |  |  |       |  |  |                     |  |  |                     |  |
|                         |                 | Manfredi di Sicilia   | Bianca Lancia                      |  |  |       |  |  |                     |  |  |                     |  |
| Costanza II di Sicilia  |                 | Manfredi di Sicilia   |                                    |  |  |       |  |  |                     |  |  |                     |  |
|                         |                 | Beatrice di Savoia    | Amedeo IV di Savoia                |  |  |       |  |  |                     |  |  |                     |  |
|                         |                 | Beatrice di Savoia    | Amedeo IV di Savoia                |  |  |       |  |  |                     |  |  |                     |  |
|                         |                 | Beatrice di Savoia    | Margherita di Borgogna             |  |  |       |  |  |                     |  |  |                     |  |
| Giovanni d'Aragona      |                 | Beatrice di Savoia    |                                    |  |  |       |  |  |                     |  |  |                     |  |
|                         | Carlo I d'Angiò | Luigi VIII di Francia |                                    |  |  |       |  |  |                     |  |  |                     |  |
|                         | Carlo I d'Angiò | Luigi VIII di Francia |                                    |  |  |       |  |  |                     |  |  |                     |  |
|                         | Carlo I d'Angiò | Bianca di Castiglia   |                                    |  |  |       |  |  |                     |  |  |                     |  |
| Carlo III di Napoli     | Carlo I d'Angiò |                       |                                    |  |  |       |  |  |                     |  |  |                     |  |
|                         |                 | Beatrice di Provenza  | Raimondo Berengario IV di Provenza |  |  |       |  |  |                     |  |  |                     |  |
|                         |                 | Beatrice di Provenza  | Raimondo Berengario IV di Provenza |  |  |       |  |  |                     |  |  |                     |  |
|                         |                 | Beatrice di Provenza  | Beatrice di Savoia                 |  |  |       |  |  |                     |  |  |                     |  |
| Eleonora d'Angiò        |                 | Beatrice di Provenza  |                                    |  |  |       |  |  |                     |  |  |                     |  |
|                         |                 | Stefano V d'Ungheria  | Béla IV d'Ungheria                 |  |  |       |  |  |                     |  |  |                     |  |
|                         |                 | Stefano V d'Ungheria  | Béla IV d'Ungheria                 |  |  |       |  |  |                     |  |  |                     |  |
|                         |                 | Stefano V d'Ungheria  | Maria Lascaris di Nicea            |  |  |       |  |  |                     |  |  |                     |  |
| Maria d'Ungheria        |                 | Stefano V d'Ungheria  |                                    |  |  |       |  |  |                     |  |  |                     |  |
|                         |                 | Elisabetta la Cumana  | Köten                              |  |  |       |  |  |                     |  |  |                     |  |
|                         |                 | Elisabetta la Cumana  | Köten                              |  |  |       |  |  |                     |  |  |                     |  |
|                         |                 | Elisabetta la Cumana  | …                                  |  |  |       |  |  |                     |  |  |                     |  |
|                         |                 | Elisabetta la Cumana  |                                    |  |  |       |  |  |                     |  |  |                     |  |